# 東映怪人大図鑑
『スーパー・プレミアム・ビデオ 東映怪人大図鑑（とうえいかいじんだいずかん）』とは、1992年5月25日に東映ビデオより発売された、東映が制作した特撮テレビ映画（Vシネマ作品も含む）に登場した怪人の雄姿をまとめたビデオソフトである。
ビデオ（VHS、セル・レンタル共通）とLD（セルのみ）がリリースされているが、DVD化は未定である。

## 概要
当時、『真・仮面ライダー 序章』と『大予言/復活の巨神』の2作品のVシネマ作品を発表した東映が、両作品の宣伝のために企画したものとして、歴代怪人の雄姿をまとめただけでなく、当時のレインボー造型企画の代表であった前澤範のインタビューなども収録されている。
そのため、当時放送されていた『恐竜戦隊ジュウレンジャー』『特捜エクシードラフト』のキャラクターの制作風景など、当時のレインボー造形企画の風景も見ることができる。
怪人たちのシーンについても、ヒーローとのハードな決戦・アクションシーンだけでなく、変身シーンや『秘密戦隊ゴレンジャー』の仮面怪人など、コミカルなシーンも多く収録されている。
ナレーションは、東映特撮作品では『光戦隊マスクマン』のナレーションを務めた武田広が担当した。

### 本作のBGMについて
本作のBGMはテーマ曲などをはじめ、すべてこの作品のために書き起こされた新録曲が使われている。
OPとEDに使われているテーマ曲の作、編曲は特撮オリジナルビデオ作品『地球防衛少女イコちゃん』シリーズの見里朝生が手がけており、どちらも曲調は同じであるが、EDは若干テンポが遅くなっている。
石ノ森章太郎編および野口竜編のコーナーの楽曲は、「昭和東映ヒーローの匂いのする曲にして欲しい」とのプロデューサーの意向で、スーパー戦隊シリーズをはじめ、本作でも選曲を担当している宮葉勝行が作曲を担当した。
出渕裕編および雨宮慶太編の楽曲は、逆に新しい感じが欲しいということで、白倉伸一郎プロデューサーの紹介で起用された岩崎建が担当している。

## コーナー構成
- 悪のプロフェッショナルの条件
- デザイナー別怪人紹介
それぞれのデザイナーが手がけた怪人ごとに構成されている。
  - 石ノ森章太郎の世界
  - 野口竜の世界
  - 出渕裕の世界
  - 雨宮慶太の世界
- テーマ別怪人紹介
それぞれのモチーフごとに構成されている。
  - 「体」の怪人たち

人体の一部分をモチーフにした怪人たちを紹介（『超人バロム・1』のドルゲ魔人ほか）。
  - 「物」の怪人たち

人間・動物以外の物をモチーフにした怪人たちを紹介（『秘密戦隊ゴレンジャー』の仮面怪人、『仮面ライダースーパー1』のジンドグマ怪人ほか）。
  - 「亀」の怪人たち

亀をモチーフにした怪人たちを紹介。
- 武闘派怪人
『仮面ライダー』のOP主題歌「レッツゴー!! ライダーキック[2]」をバックに、仮面ライダーシリーズに登場した怪人たちの中で、個性豊かな武器を持つ怪人を紹介。
- 変形、合体怪人
変形・合体能力を持つ怪人たちの紹介。
- 恐怖の大幹部
幹部級怪人の紹介[3]。
- ロボットの変遷
ロボット怪人の紹介。
- ヘビー級怪人
重量感あふれる怪人たちを紹介[4]。
- 好敵手たち
ハカイダー、シャドームーンなど、ライバル怪人・戦士・幹部の紹介と名決戦シーン集。

## 収録作品（登場怪人）紹介
作品名の表記は、OPの表記にしたがって記載。
- 仮面の忍者赤影
甲賀幻妖斎、夢堂一ツ目
- 仮面ライダーシリーズ
  - 仮面ライダー
くも男、死神カメレオン、エイキング、地獄サンダー、カメストーン、ザンブロンゾ、ゴースター、サイギャング、イノカブトン、イソギンジャガー、ゾル大佐（狼男）、死神博士（イカデビル）、地獄大使（ガラガランダ）、モグラング[5]
  - 仮面ライダーV3
カメバズーカ、イカファイア、マシンガンスネーク、ギロチンザウルス、カマクビガメ
  - 仮面ライダーX
ユリシーズ[6]、クロノス、アポロガイスト、キングダーク
  - 仮面ライダーアマゾン
ヘビ獣人、ガマ獣人、モグラ獣人
  - 仮面ライダーストロンガー
鋼鉄参謀、ジェネラルシャドウ、岩石大首領、奇っ怪人ゴロンガメ
  - 仮面ライダー（新）
グランバザーミー、ゾウガメロン＆ボンゴ親子、ドラゴンキング
  - 仮面ライダースーパー1
死神バッファロー、スプレーダー、コマサンダー、シャボヌルン
  - 仮面ライダーBLACK
イワガメ怪人、シャドームーン
  - 仮面ライダーBLACK RX
ガイナギンガム、デスガロン、ヘルガデム、グランザイラス
  - 真・仮面ライダー 序章
仮面ライダーシン[7]
- 好き! すき!! 魔女先生
バル[8]
- 超人バロム・1
ドルゲ、ウミウシゲ、ヒャクメルゲ、クチビルゲ、ウデゲルゲ
- 変身忍者嵐
グレムリン、バックベアード
- 人造人間キカイダー
ハカイダー、プロフェッサー・ギル、ブルーバッファロー、カイメングリーン、ギンガメ、アカネイカ
  - キカイダー01
シャドウナイト、ビジンダー、赤面ガメ
- ロボット刑事
ナナツマン、モグルマン、タイホウマン
- イナズマン
ミズバンバラ、カゼバンバラ
  - イナズマンF
マシンガンデスパー、ウデスパー
- アクマイザー3
ゲベル、ユキオンナ、ドラゴンダー、メザロード
  - 超神ビビューン
チナメ、マツボ、ガルバー
- 宇宙鉄人キョーダイン
タイホーン、ロボンフッド1号、ガブリンクイーン
- ザ・カゲスター
ドクター・サタン、キノコンガー、カニガブラー、トドギラス、ナメクジーガー
- 宇宙からのメッセージ銀河大戦
鉄人ゴルゴン
- スーパー戦隊シリーズ
  - 秘密戦隊ゴレンジャー
大耳仮面、アバラ仮面、軍艦仮面、岩面仮面、テムジン将軍
  - ジャッカー電撃隊
デビルグー
  - バトルフィーバーJ
ヒダリテ怪人、黒仮面怪人
  - 電子戦隊デンジマン
ハンバラー、ハミガキラー、サキソホンラー、キーラー
  - 太陽戦隊サンバルカン
トビバコモンガー、トーテムポールモンガー
  - 科学戦隊ダイナマン
ヤマアラシシンカ、イカシンカ、ミサイルザリガニ、レーザーホーク、ダークナイト
  - 超電子バイオマン
サイゴーン、メッツラー、ジュウオウ、シルバ
  - 電撃戦隊チェンジマン
ウーバ、バラス、ジーグ
  - 超新星フラッシュマン
大帝ラー・デウス、ザ・ザイモス、ザ・タフモス
  - 光戦隊マスクマン
イグアドグラー
  - 鳥人戦隊ジェットマン
ジャグチジゲン
- メタルヒーローシリーズ
  - 宇宙刑事シリーズ
    - 宇宙刑事ギャバン
シャモダブラー、アオガメダブラー
    - 宇宙刑事シャリバン
シュンカンビースト、ダブルビースト、オカリナビースト、レイダー、ガマゴン
    - 宇宙刑事シャイダー
バリバリ、ガメガメ、大帝王クビライ

  - 巨獣特捜ジャスピオン
アイガーマン、マッドギャラン
  - 時空戦士スピルバン
メカショルダー、メカノーチラ、メカジョーカー、パンチャー、ヘルバイラ
  - 超人機メタルダー
ラプソディ、ヘドグロスJr.、ゴッドネロス、メガドロン、ブルチェック[9]
  - 機動刑事ジバン
マッド・ガルボ[10]、マーシャ、カーシャ、ハンターノイド、ヤドカリノイド
- 星雲仮面マシンマン
ドリル男、鉄人モンス[11]
- 兄弟拳バイクロッサー
カミナリオン
- 妖怪奇伝ゲゲゲの鬼太郎 魔笛エロイムエッサイム[12]
ぬらりひょん
- 大予言/復活の巨神
キャブ、ギュッタ、ゴンザレス

※ほかに、前澤のインタビューシーンで、「ロボットの変遷」のコーナーで、ロボットの素材に関しての話題の際に、「お風呂マットが使われているロボット」として、『大鉄人17』より、ワンセブンと大爪ロボットの戦っている写真が紹介されている。

## スタッフ
- 製作総指揮：渡辺亮徳
- 企画：吉川進
- 構成：八手三郎、赤星政尚、滝沢一穂
- 出演：前澤範（レインボー造型企画）
- ナレーション：武田広
- 撮影：高橋政千
- 照明：林方谷
- 操演：鈴木昶、尾上克郎
- VE：佐藤裕宏、佐野恵一
- 音響演出：太田克己
- VTR編集：こんのはるひと
- 編集協力：長田直樹
- 音響効果：宮葉勝行
- 音楽（テーマ曲作曲）：見里朝生、岩崎建
- 協力：前澤範、レインボー造型企画、東北新社、アクア・プランニング、TOVIC、バンダイ・ビジュアル、怪獣同盟
- 資料協力：石森プロ、野口竜、出渕裕、クラウド、企画者104
- 企画協力：矢島信男、特撮研究所
- 現像：東映化学
- 製作協力：東映株式会社テレビ事業部
- プロデューサー：髙寺成紀、白倉伸一郎
- 演出：佛田洋
- 製作協力：東映ビデオ株式会社